# 아베노바시 터미널 빌딩

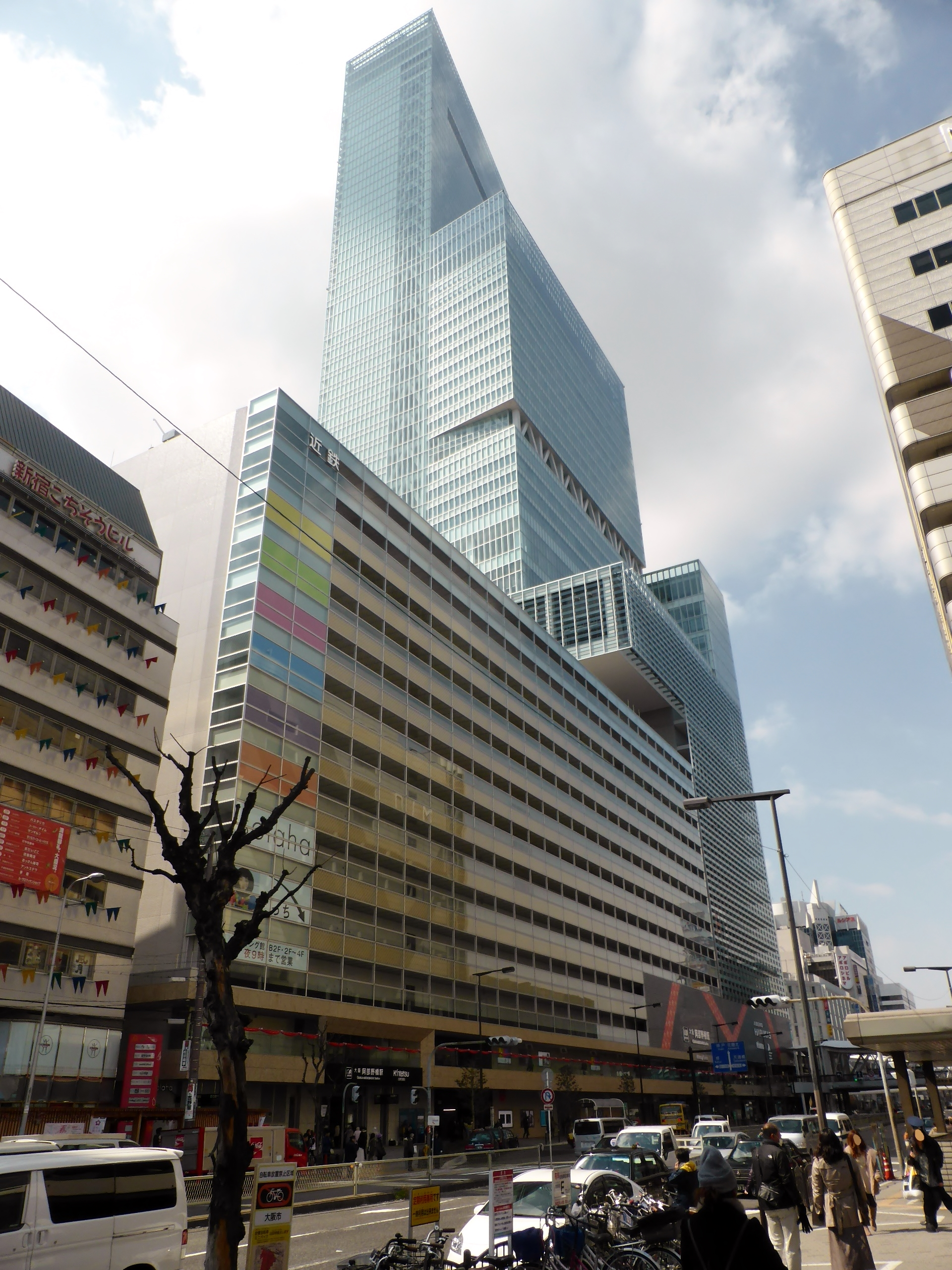
아베노바시 터미널 빌딩

아베노바시 터미널 빌딩(일본어: 阿部野橋ターミナルビル)은 일본 오사카부 오사카시 아베노구 아베노스지 1초메에 있는 복합 상업 시설이다. 오사카 아베노바시 역의 역사와 긴테쓰 백화점 (아베노하루카스 긴테쓰 본점(あべのハルカス近鉄本店) 윙관 (구 백화점 본관)) 등이 입주하는 신관(新館)과 덴노지 미야코 호텔이 입주해 있는 동관(東館), 높이 300m의 마천루인 아베노하루카스로 구성되어 있다.